# Alois Richter
Alois Richter (1860–1920) byl český architekt a stavitel, činný zejména na přelomu 19. a 20. století. Původně působil v Českém Brodě, později přesídlil do Prahy. Jeho asi nejslavnější stavbou je Jubilejní (Jeruzalémská) synagoga v Praze. Tu postavil v letech 1905–1906 podle projektu Wilhelma Stiassnyho z roku 1903, zatímco jeho vlastní návrh z roku 1899 nebyl realizován.

## Stavby Aloise Richtera[2][3][4]
- dostavba domu „U kříže“, Rybná 17, Praha – Staré Město
- 1894–1896 psychiatrická léčebna MUDr.Leopolda Kramera (nyní Nemocnice Bubeneč)
- 1896–1897 nájemní dům, Soukenická 7, Praha – Nové Město
- 1897 obchodní dům „Atlas“, Václavském náměstí 18, Praha – Nové Město
- 1899 pseudobarokní přestavba domu „U kamenného zvonu“, Staroměstské náměstí 13, Praha – Staré Město
- 1902 novorenesanční usedlost „Mazanka“, Zvonařovská 13, Praha 8 – Libeň
- 1904 novorománská synagoga, Dobříš
- 1904–1905 nájemní dům, Soukenická 25, Praha – Nové Město
- 1905–1906 Jeruzalémská synagoga, Jeruzalémská 7, Praha – Nové Město

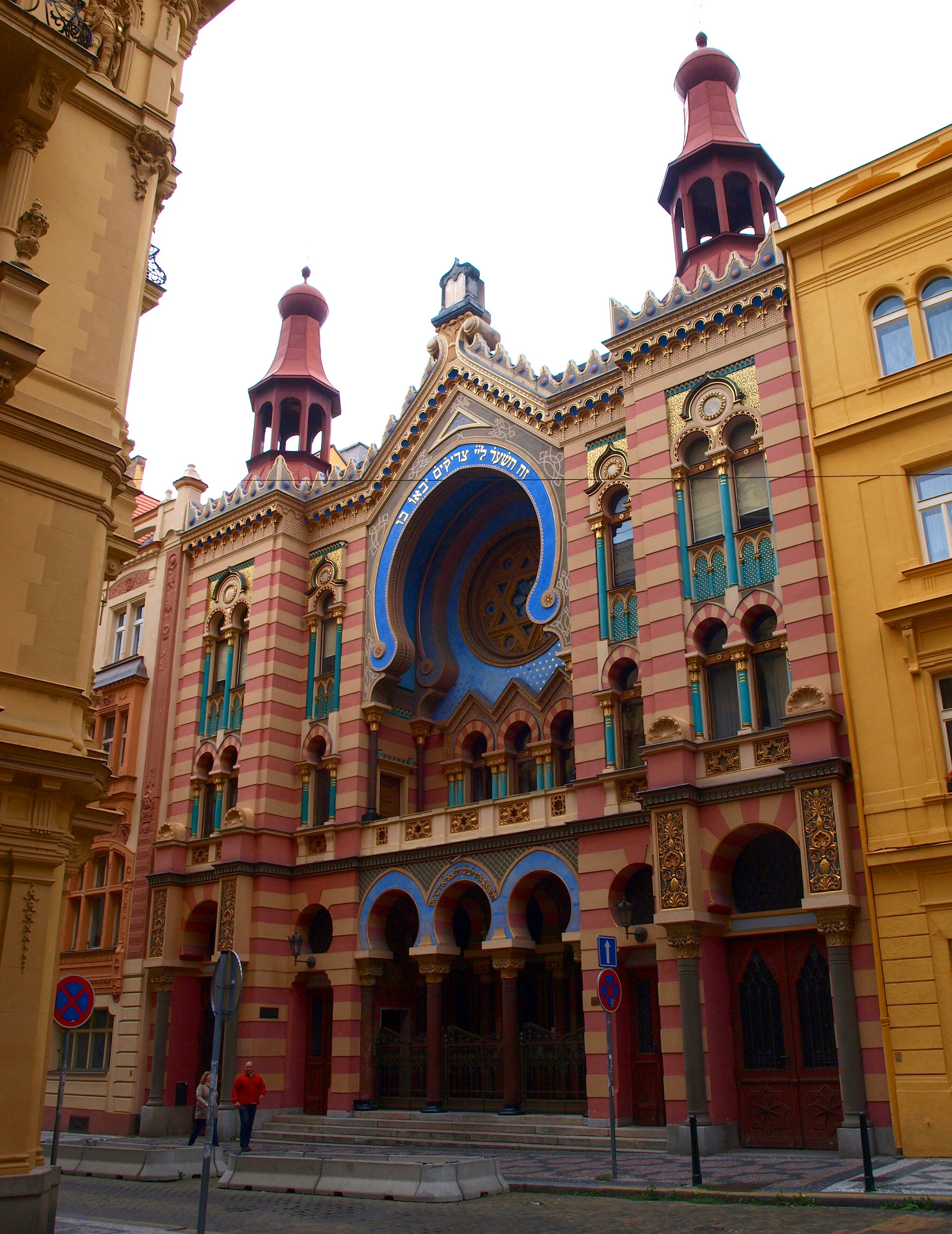
Jeruzalémská synagoga, Praha
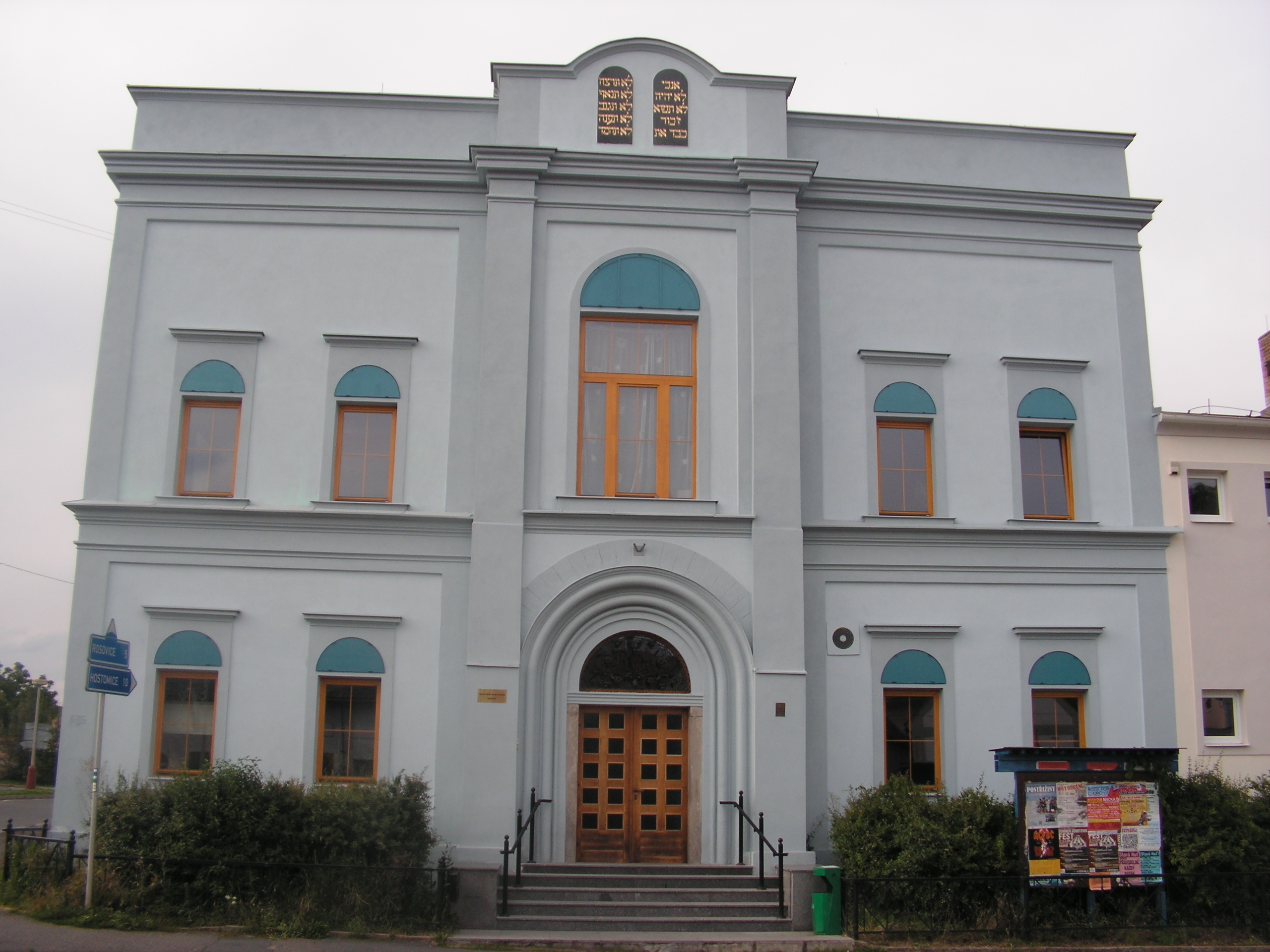
Synagoga Dobříš
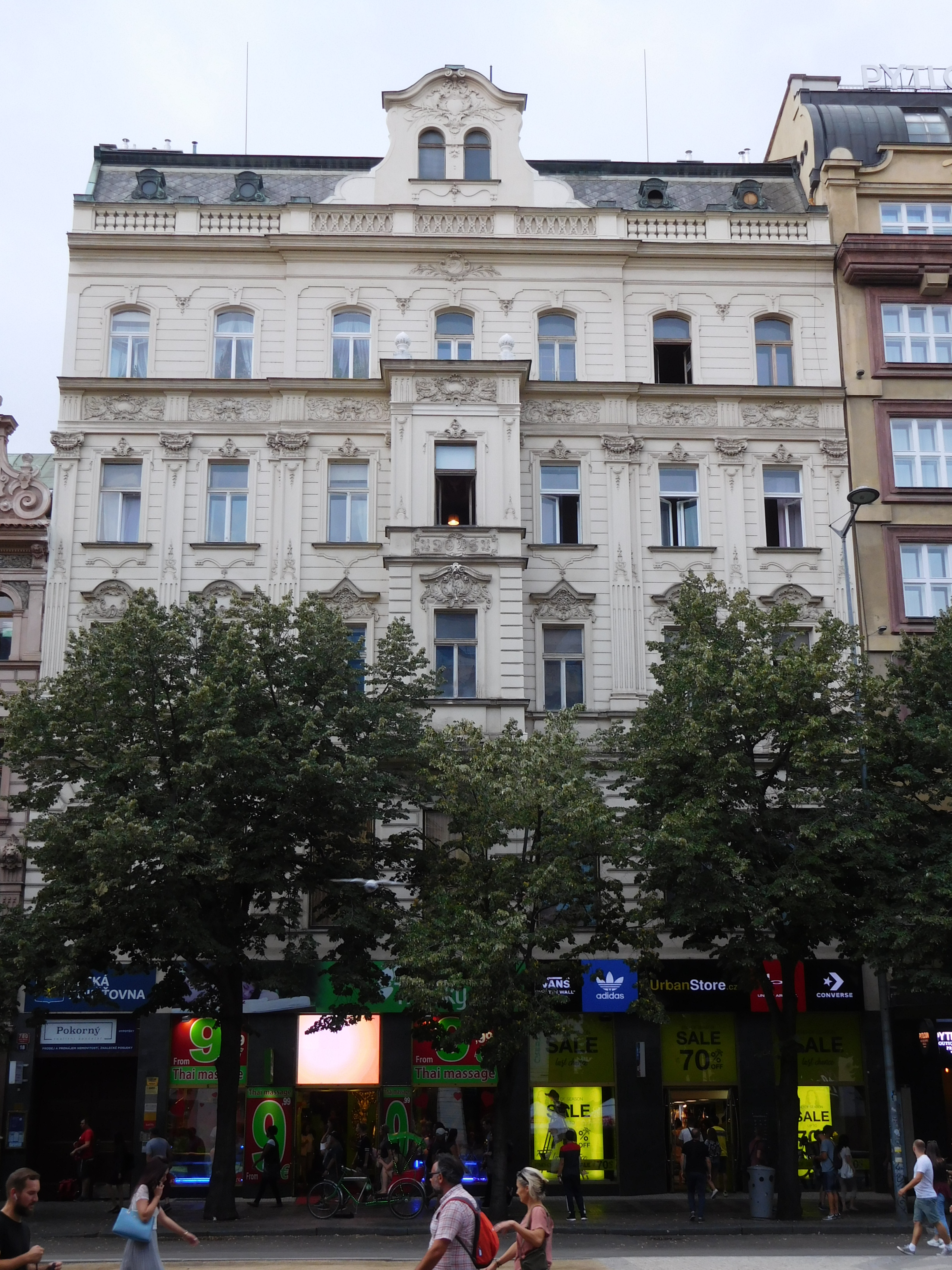
Dům Atlas, Praha
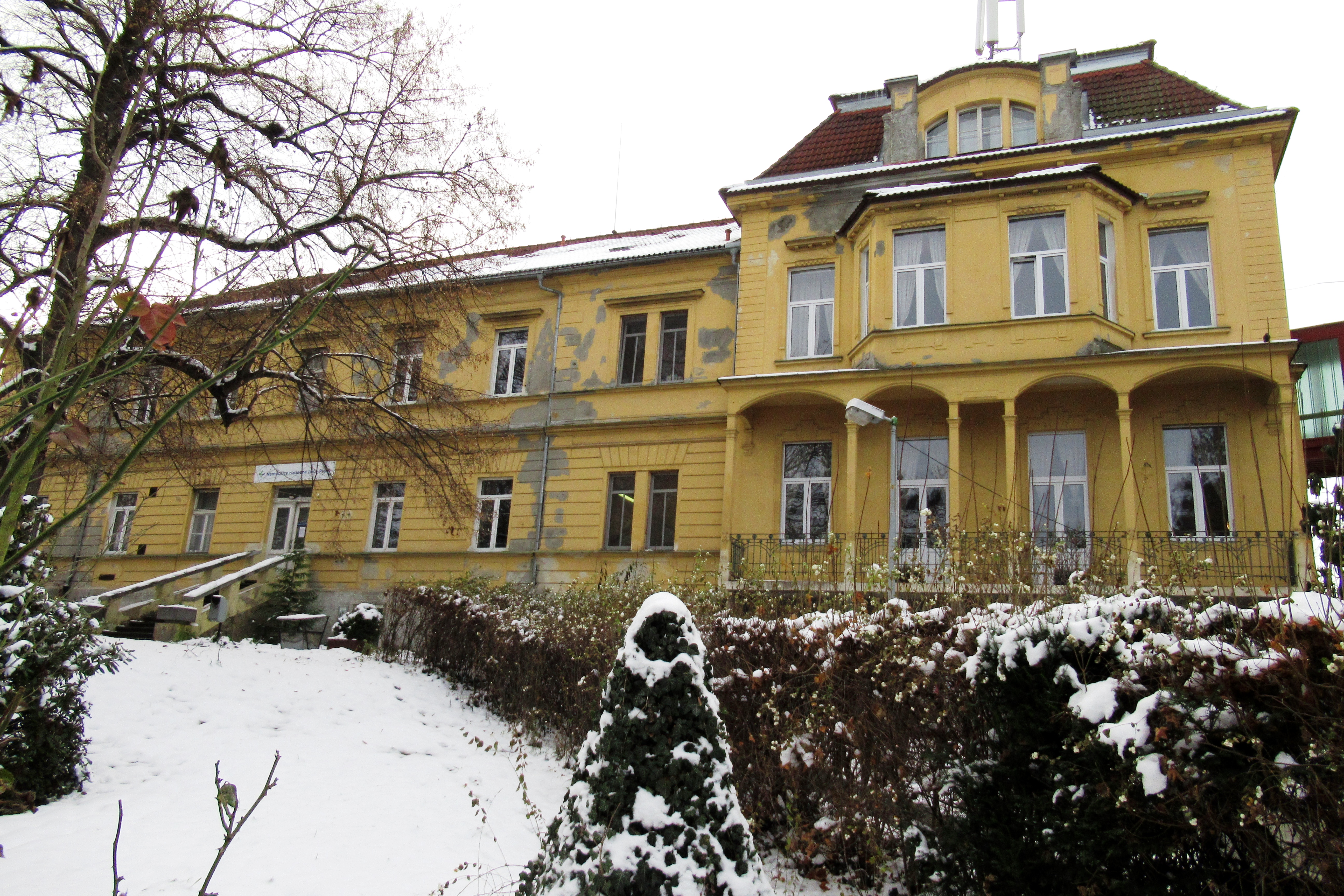
Nemocnice Bubeneč